# Harry Hopman
Henry Christian "Harry" Hopman, född 12 augusti 1906 i Glebe (en förort till Sydney), New South Wales, död 27 december 1985 i Seminole, Florida, var en australisk tennisspelare, sportjournalist och tenniscoach (tränare). Det är som framgångsrik tennistränare han nådde sin stora ryktbarhet. Under 28 år (1939-1967) verkade han som kapten för det extremt framgångsrika australiska Davis Cup-laget.
Hopman upptogs 1978 i International Tennis Hall of Fame.

## Tenniskarriären
Harry Hopman nådde som tennisspelare flera finaler i herrsingel i Grand Slam-turneringar, men lyckades aldrig vinna någon titel. Däremot vann han 1929 och 1930 herrdubbeltiteln i Australiska mästerskapen tillsammans med landsmannen Jack Crawford. Han vann också tillsammans med sin hustru Nell Hopman perioden 1930-39 mixed dubbel-titeln i Australiska mästerskapen vid fyra tillfällen , liksom i Amerikanska mästerskapen vid ett tillfälle. Den titeln vann han tillsammans med amerikanskan Alice Marble.
Efter andra världskriget arbetade Hopman en tid som sportjournalist.

## Hopman som tennistränare ochDavis Cup-kapten
Under Hopmans ledarskap (1939-1967) vann Australien inte mindre än 16 DC-titlar, varav 15 från 1950. Han tränade då spelare som Frank Sedgman, Lew Hoad, Ken Rosewall, Neale Fraser, Roy Emerson, Rod Laver och Fred Stolle. 
Efter det att hans hustru 1968 avlidit, flyttade Hopman 1969 till USA där han fortsatte som tennistränare. Bland andra tränade han framgångsrikt John McEnroe. Under sin tränarkarriär producerade han inte mindre än 13 segrare i Wimbledonmästerskapen. Han ledde fram till sin död  Hopman Tennis Academy i Florida.
Hans metoder som tränare har spelat stor roll för utvecklingen av tennisspelet. Hans grundkoncept baserades på allsidig fysisk träning som styrketräning (framförallt för de yngre spelarna), löpträning, uthållighetsträning och smidighetsövningar. Han betonade också att alla spelare är olika och behöver individuella träningsprogram. Mental förberedelse är av yttersta vikt för att stärka en spelares självförtroende. I sitt sätt var han rak och enkel. Trots sina framgångar som ledare föredrog han att helt enkelt kalla sig "instruktör". Hans unika ledarskap har inspirerat andra, bland andra den framgångsrika svenska elittränaren  John-Anders Sjögren.

## Grand Slam-titlar
- Australiska mästerskapen
  - Dubbel - 1929, 1930
  - Mixed dubbel - 1930, 1936, 1937, 1939
- Amerikanska mästerskapen
  - Mixed dubbel - 1939